# ورد جبل آماي
ورد جبل آماي هو نوع من أنواع الورد الأصلي في وسط وجنوب غرب الصين في مقاطعات قانسو وقويتشو وهوبي ونينغشيا وتشينغهاي وشنشي وسيتشوان وشيزانغ ويوننان؛ ينمو في الجبال على ارتفاعات تتراوح بين 700 إلى 4400 متر.